# Walt Disney World Hospitality and Recreation Corporation
La Walt Disney World Hospitality and Recreation Corporation, ainsi que la Walt Disney Travel Company, la Walt Disney World Company et le Reedy Creek Improvement District, possèdent et gèrent le terrain du Walt Disney World Resort.

## Historique

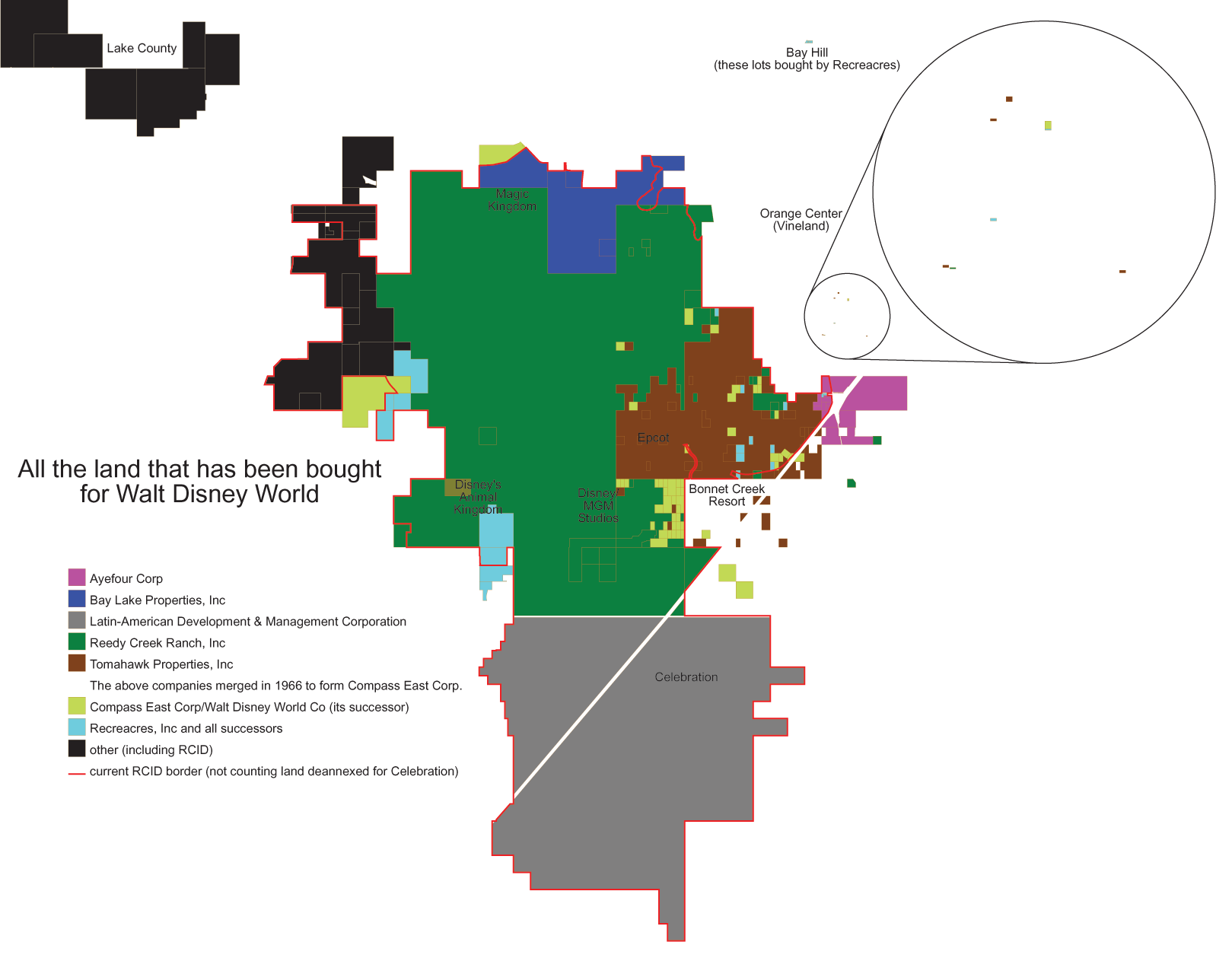
Carte des terrains achetés pour Walt Disney World réparties par sociétés.

La Recreacres, fut enregistrée au Delaware dès 1968 afin d'aider à acheter les terrains pour le Walt Disney World Resort, la plupart ont été rachetés (par transfert) par la Compass East Corporation, maintenant rebaptisée Walt Disney World Company.
Le 19 janvier 1971, Recreacres changea de nom pour devenir la Buena Vista Land Company. Puis le 6 septembre 1973, elle devint Buena Vista Communities.
La Fischer and Howard Corporation et fondée le 1er juillet 1976 afin de prendre le contrôle plusieurs petites fermes dans la région. Elle prend le nom de Harvest Groves  le 22 juin 1993.
Et enfin le 22 juin 1998, Buena Vista Communities, Incorporated est rebaptisée Walt Disney World Hospitality and Recreation Corporation.
La Harvest Groves fusionne avec la Walt Disney World Hospitality and Recreation Corporation le 30 septembre 1999.